# Jiří Beran
Jiří Beran (født 18. januar 1982) er en tjekkisk fægter, der konkurrerer i kårde.
Han repræsenterede Tjekkiet ved sommer-OL 2016 i Rio de Janeiro, hvor han blev elimineret i første runde.
Ved sommer-OL 2024 i Paris vandt han bronze i holdkonkurrencen.